# 眼斑雙鰭電鰩
眼斑雙鰭電鰩（學名：Narcine oculifera），又稱眼斑雙鰭電鱝，為軟骨魚綱電鰩目雙鰭電鰩科雙鰭電鰩屬的一種，被IUCN列為易危保育類動物，分布於西印度洋亞丁灣及阿曼灣海域，深度可達25公尺，本魚頭部、軀幹和胸鰭連成一體，形成一厚且光滑之橢圓體盤，和尾鰭分開，兩側各具一縱走之皮褶，眼睛很小，氣孔邊緣光滑，沒有外乳突，口小，唇厚，吻略尖，具強大之唇軟骨。齒細小且尖，上下齒帶寬度大致相等且呈寬圓形，背鰭2個，第一背鰭的高度大於第二背鰭，身體背部有不規則網狀淺棕色至紅棕色圖案，覆蓋圓盤、腹鰭和尾部，分界白色或乳白色橢圓形；圓盤上有不同大小的腎形和圓形斑點，背鰭和尾鰭上有小白點，頭至胸鰭間有發電器官，體長可達35公分，棲息在沙底質的礁石區海域，為夜行性底棲性魚類，屬肉食性，體內的發電器官，可能用來防禦或捕食，生活習性不明。